# Anabasis (plantengeslacht)
Anabasis is een geslacht uit de amarantenfamilie (Amaranthaceae). De soorten komen voor van het Middellandse Zeegebied tot in Centraal-Azië en Noordwest-India.

## Soorten
- Anabasis al-rawii Aellen & El-Hakeem & Weinert
- Anabasis annua Bunge
- Anabasis aphylla L.
- Anabasis aretioides Moq. & Coss. ex Bunge
- Anabasis articulata (Forssk.) Moq.
- Anabasis brachiata Fisch. & C.A.Mey. ex Kar. & Kir.
- Anabasis brevifolia C.A.Mey.
- Anabasis calcarea (Charif & Aellen) Bokhari & Wendelbo
- Anabasis cretacea Pall.
- Anabasis ebracteolata Korovin ex Botsch.
- Anabasis ehrenbergii Schweinf. ex Boiss.
- Anabasis elatior (C.A.Mey.) Schischk.
- Anabasis eriopoda (Schrenk) Paulsen
- Anabasis eugeniae Iljin
- Anabasis ferganica Drobow
- Anabasis firouzii Akhani
- Anabasis gypsicola Iljin
- Anabasis haussknechtii Bunge ex Boiss.
- Anabasis jaxartica (Bunge) Benth. ex Iljin
- Anabasis lachnantha Aellen & Rech.f.
- Anabasis macroptera Moq.
- Anabasis oropediorum Maire
- Anabasis pelliotii Danguy
- Anabasis prostrata Pomel
- Anabasis salsa (Ledeb.) Benth. ex Volkens
- Anabasis setifera Moq.
- Anabasis syriaca Iljin
- Anabasis truncata (Schrenk) Bunge
- Anabasis turgaica Iljin & Krasch.
- Anabasis turkestanica Korovin ex Iljin

... · 
Achyranthes · 
Aerva ·
Alternanthera ·
Amaranthus (Amarant) · 
Atriplex (Melde) · 
Axyris · 
Bassia (Zoutkruid) · 
Beta (Biet) · 
Blitum (Spiesganzenvoet) · 
Celosia · 
Chenopodium (Ganzenvoet) · 
Corispermum (Vlieszaad) · 
Dysphania · 
Halimione (Zoutmelde) · 
Halocnemum · 
Halothamnus · 
Haloxylon · 
Kochia · 
Krascheninnikovia · 
Polycnemum (Knarkruid) · 
Patellifolia · 
Ptilotus · 
Pupalia ·
Salicornia (Zeekraal) · 
Salsola (Loogkruid) · 
Spinacia · 
Suaeda · 
Traganum · 
...